# مزرعه موتورخانه شاه بختی
مزرعه موتورخانه شاه بختی یک منطقهٔ مسکونی در ایران است که در دهستان پلنگ‌آباد واقع شده‌است. مزرعه موتورخانه شاه بختی ۴۱ نفر جمعیت دارد.